# ستيف هيلتون
ستيف هيلتون (بالإنجليزية: Steve Hilton)‏ هو سياسي بريطاني، ولد في 25 أغسطس 1969 في المملكة المتحدة. حزبياً، نشط في حزب المحافظين.